# 1108 Деметер
1108 Деметер (1108 Demeter) — астероїд головного поясу, відкритий 31 травня 1929 року.
Тіссеранів параметр щодо Юпітера — 3,341.